# Selvet
Le Selvet est une rivière française du Massif central qui coule dans le département de l'Aveyron. C'est un affluent de la Selves sous-affluent de la Truyère, donc un sous-affluent de la Garonne.

## Géographie
De 25,7 km de longueur, le Selvet prend sa source sur la commune de La Terrisse département de l'Aveyron et se jette dans la Selves sur la commune de Saint-Amans-des-Cots.

### Départements et communes traversés
- Aveyron : La Terrisse, Saint-Amans-des-Cots, Huparlac, Cassuéjouls.

## Principaux affluents
- Ruisseau d'Auriac 11,2 km
- Le Merlan 6,1 km
- Ruisseau de Saint-Juéry 4,6 km